# باشگاه فوتبال کارائورمان
باشگاه فوتبال کارائورمان (به مقدونی: ФК Караорман) یک باشگاه فوتبال در استروگا، مقدونیه شمالی است. این باشگاا در حال حاضر در لیگ دسته سوم مقدونیه شمالی رقابت می‌کنند.

## افتخارات
- لیگ دسته دوم مقدونیه شمالی
  - نایب‌قهرمان (۳): ۹۳–۱۹۹۲، ۹۷–۱۹۹۶، ۲۰۰۰–۱۹۹۹